# Black Forest Open 2001
Il Black Forest Open 2001 è stato un torneo di tennis facente parte della categoria ATP Challenger Series nell'ambito dell'ATP Challenger Series 2001. Il torneo si è giocato a Freudenstadt in Germania dal 27 agosto al 2 settembre 2001 su campi in terra rossa.

## Vincitori

### Singolare
Albert Montañés ha battuto in finale  Victor Hănescu con il punteggio di 6–0, 6–3

### Doppio
Franz Stauder /  Alexander Waske hanno battuto in finale  Fredrik Loven /  Damien Roberts con il punteggio di 6–3, 4–6, 6–3